# پرچم پروس

پرچم پادشاهی پروس در بیشتر دهه ۱۸۰۰

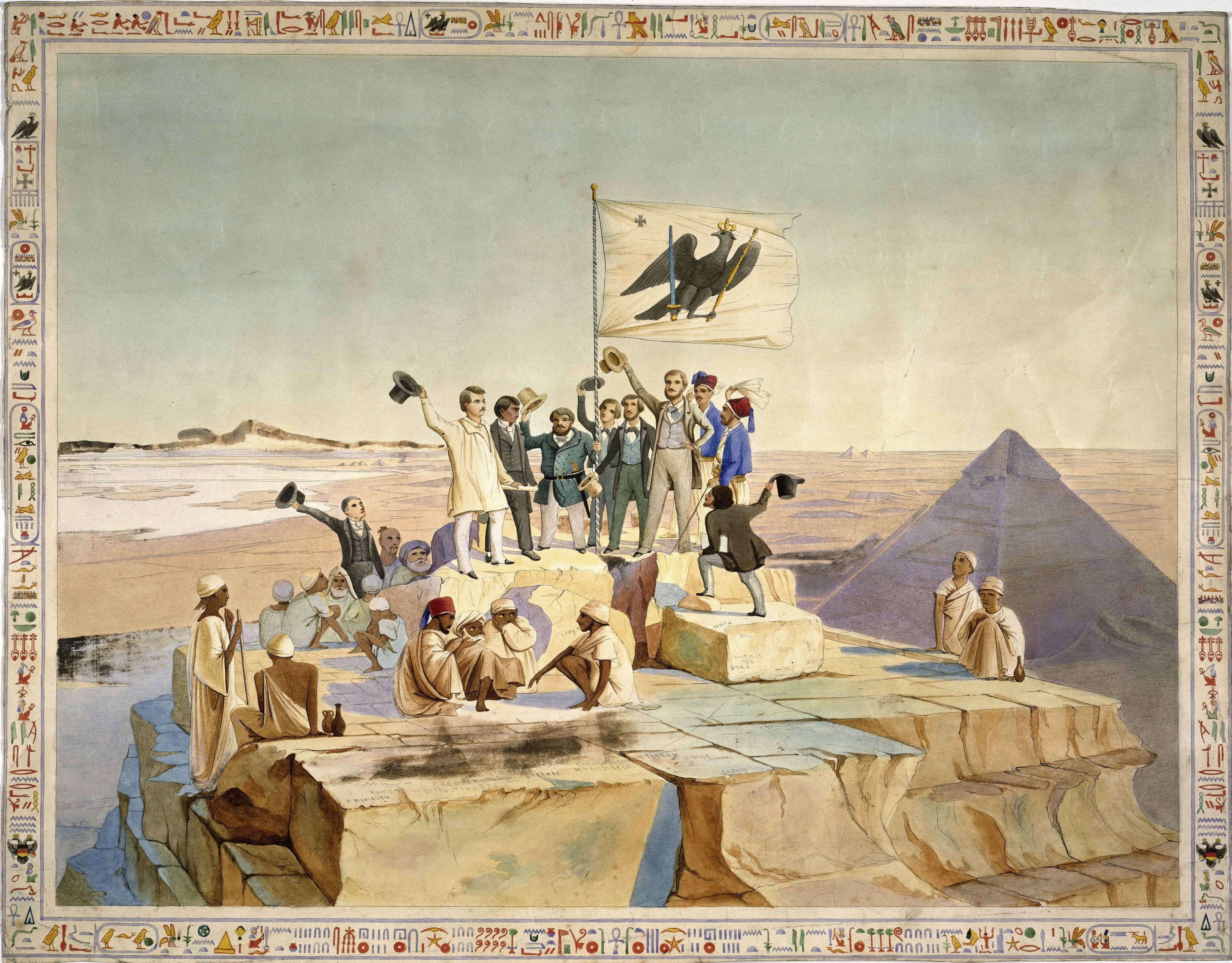
کارل ریچارد لپسیوس و گروهش پرچم پروس را از بالای هرم خوفو به اهتزاز درمی‌آورند (نقاشی توسط یوهان یاکوب فری)

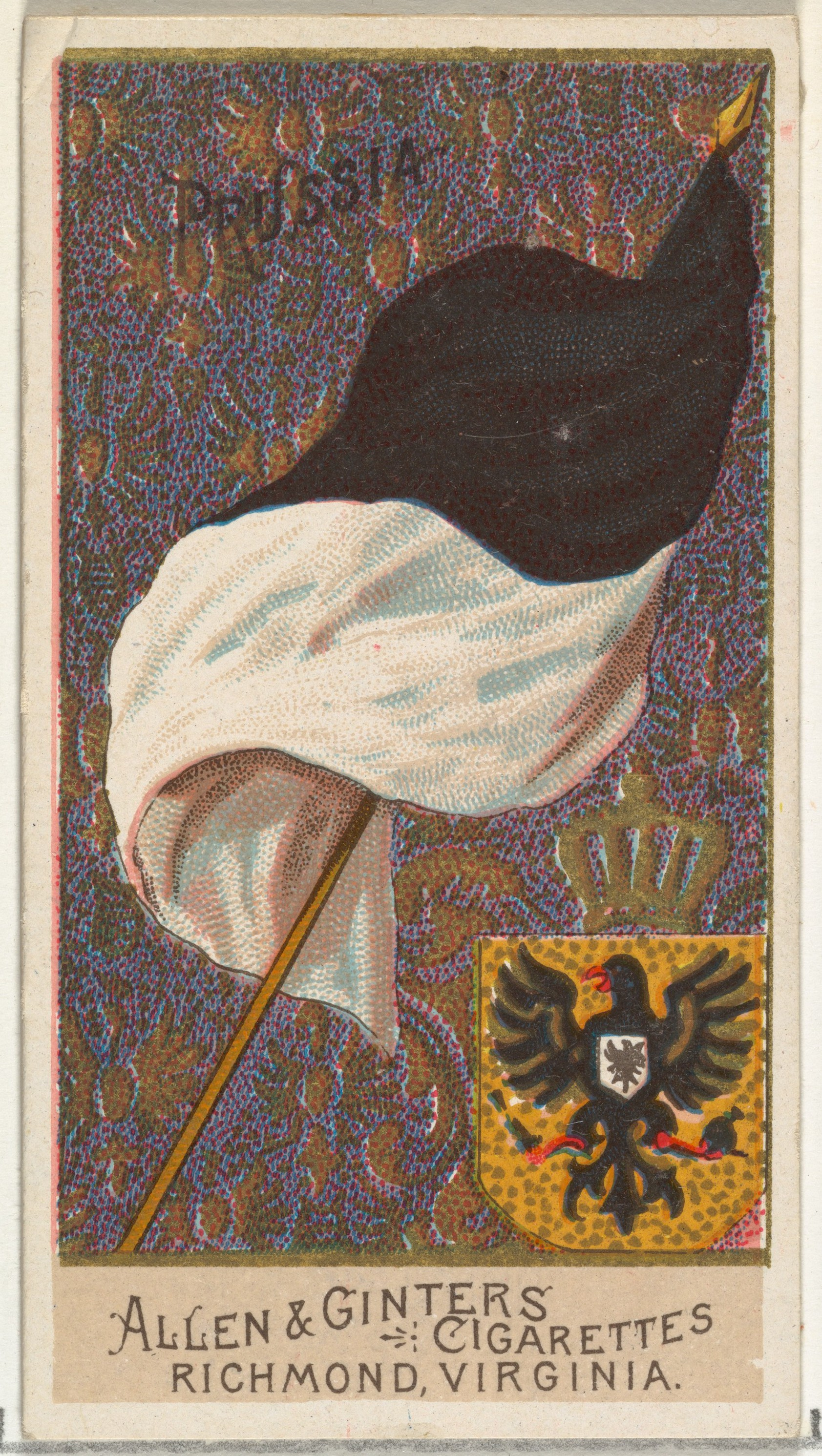
پرچم پروس روی کارت سیگار ۱۸۹۰ این پرچم مدنی است.

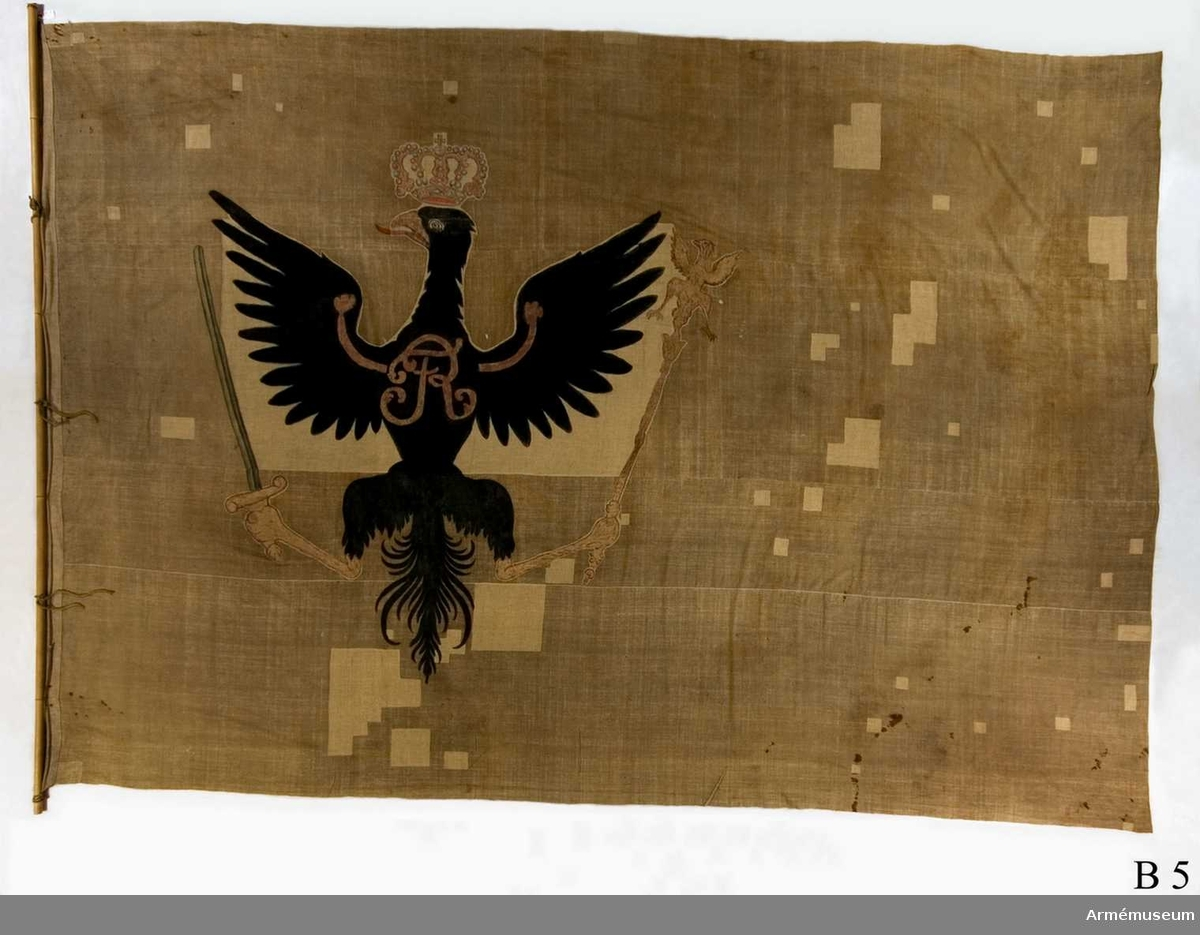
پرچم پروس توسط سربازان سوئدی در نبرد فریش هاف در سال ۱۷۵۹ تسخیر شد.

کشور پروس منشأ خود را در سرزمین‌های مجزای مارگراف‌نشین براندنبورگ و دوک‌نشین پروس داشت. مارگراف‌نشین براندنبورگ از مارش شمالی قرون وسطایی امپراتوری مقدس روم ایجاد شد و در سال ۱۴۱۵ به دودمان هوهن‌تسولرن رسید. دوک‌نشین پروس در سال ۱۵۲۵ زمانی که آلبرت براندنبورگ-آنسباخ، یکی از اعضای شاخه فرعی از خاندان هوهن‌تسولرن، سرزمین‌های شرقی شوالیه‌های توتونیک را به عنوان یک تیول لهستانی سکولار کرد، به وجود آمد. شاهزاده-انتخابگر ژان زیگیسموند، انتخابگر براندنبورگ، در سال ۱۶۱۸ دوک‌نشین پروس را به ارث برد، بنابراین براندنبورگ و پروس را تحت یک حاکم در یک اتحادیه شخصی متحد کرد. ایالت انتخابگر به نام براندنبورگ-پروس شناخته شد. پادشاهی پروس زمانی شکل گرفت که انتخابگر فریدریش سوم در ۱۸ ژانویه ۱۷۰۱ عنوان فریدریش یکم، پادشاهی پروس را به عهده گرفت.
حکومت سلطنتی دودمان هوهن‌تسولرن بر پروس در سال ۱۹۱۸ پس از سقوط امپراتوری آلمان در پی جنگ جهانی اول و وقوع انقلاب متوقف شد. در عوض پادشاهی به کشور آزاد پروس تبدیل شد. شورای کنترل متفقین در سال ۱۹۴۷ پس از جنگ جهانی دوم، لغو رسمی کشور پروس را صادر کرد.

## پرچم‌ها
پرچم ملی و تجاری پروس در اصل یک پرچم ساده سیاه-سفید-سیاه بود که در ۲۲ می ۱۸۱۸ صادر شد، اما این پرچم در ۱۲ مارس ۱۸۲۳ با پرچم جدیدی جایگزین شد. بازنگری شده (۳:۵) سیاه، سفید و سیاه (۱:۴:۱) از هم جدا شده بود و در نوار سفید عقاب را با یک گوی آبی که به طلا بسته شده و یک عصا به عقاب دیگری ختم می‌شد نشان می‌داد. روی سینه آن حروف اول در هم تنیده FR برای Fridericus Rex بود. محور عقاب دو پنجم طول کل پرچم است.
پرچم جنگ پروس (۳:۵) که در ۲۸ نوامبر ۱۸۱۶ به تصویب رسید، در اصل یک پنجم طول کل آن را دم بلعیده شده بود. دم بعداً رها شد. در دو پنجم آن عقاب پروس (دو سوم ارتفاع پرچم) را نشان داد. در کانتون، صلیب آهنین (یک سوم ارتفاع پرچم) قرار داده شد.
صلیب آهنین در سال ۱۸۱۳ در طول جنگ علیه ناپلئون یکم به عنوان تزئینی برای سربازان عادی شجاع تأسیس شد. در جنگ فرانسه و پروس در سال ۱۸۷۰ و در جنگ جهانی اول تجدید شد. همچنین در کانتون پرچم جنگ امپراتوری آلمان ظاهر شد.
استاندارد سلطنتی پروس نشان می‌دهد که صلیب آهنین با سپر و تاج سلاح‌های کوچک دولتی که توسط یقه Order of the Black Eagle احاطه شده‌است. روی تیغه‌های صلیب شعار Gott mit uns است
بین بازوها عقاب‌های پروسی در امتداد لبه‌ها و یک تاج سلطنتی در کاره با آن‌ها قرار داشت که همه روی زمینه‌ای بنفش یا قرمز بود.
پس از انقلاب ۱۹۱۹–۱۹۱۸ آلمان، دولت پروس در انطباق هرالدیک خود با اشکال جمهوری کند بود. تنها در ۱۱ ژوئیه ۱۹۲۱، نشان‌های جدید توسط صدراعظم پروس صادر شد. عقاب «گوتیک» جای خود را برای پرواز طبیعی‌تر باز کرد و تمام لباس‌هایش را حذف شد.
در ۱۶ دسامبر ۱۹۲۱، وزارت امور خارجه فرمان داد که پرچم پروس فقط سیاه و سفید باشد.
در ۲۴ فوریه و ۲۳ آوریل ۱۹۲۲، وزارتخانه یک پرچم خدماتی مشابه پرچم ملی قرن نوزدهم صادر کرد - مرزهای سیاه در بالا و پایین، یک ششم ارتفاع کل پرچم، با عقاب جدید.
لباس خانگی تیم ملی فوتبال آلمان همیشه پیراهن سفید و شورت سیاه رنگ پرچم پروس بوده‌است.

## نگارخانه
- Flag of Royal Prussia
(1466–1772)
- Flag of the Duchy of Prussia
(1525–1657)
- State flag of the Kingdom of Prussia
(1701–1750)
- Civil flag of Prussia
(1701–1935)
- State flag of the Kingdom of Prussia
(1750–1801)
- State flag of the Kingdom of Prussia
(1801–1803)
- State flag of the Kingdom of Prussia
(1803–1892)
- War flag of Prussia
(1816)
- Royal Standard of the King of Prussia
(1871–1918)
- Standard of the Crown prince
(1871–1892)
- Civil ensign and Merchant flag of the Kingdom of Prussia
(1823–1863)
- Civil ensign and Merchant flag of the Kingdom of Prussia
(1863–1892)
- State flag of the Kingdom of Prussia
(1892–1918)
- Civil ensign of the Kingdom of Prussia
(1892–1918)
- War flag of Prussia
(1895–1918)
- Flag of the Free State of Prussia
(1918–1933)
- Service flag of the Free State of Prussia
(1933–1935)